# Спичинцы
Спи́чинцы (укр. Спичинці) — село на Украине, находится в Погребищенском районе Винницкой области. Занимает площадь 0,167 км².
Код КОАТУУ — 0523486401. Население по переписи 2001 года составляет 476 человек. Почтовый индекс — 22250. Телефонный код — 4346.

## Адрес местного совета
22250, Винницкая область, Погребищенский р-н, с. Спичинцы, ул. Центральная, 10

## История
В XIX веке село Спичинцы было волостным центром Спичинецкой волости Бердичевского уезда Киевской губернии. В селе была Покровская церковь.

## Уроженцы
- Юрий Александрович Войцеховский (1883—1937) — украинский советский государственный деятель, председатель Киевского окружного исполкома и Киевского городского совета (1928—1932), секретарь ВУЦИК (1932—1936).
- Марк Данилович Соколовский (1818—1883) ― русско-польский классический гитарист и композитор.
- Яков Гершенович Хинчин (1858—1941) — инженер-технолог, учёный в области целлюлозно-бумажного производства.
- Януш Енджеевич (1885—1951) — польский политик, Премьер-министр Польши с мая 1933 по май 1934 года.